# Securidaca pubiflora
Securidaca pubiflora är en jungfrulinsväxtart som beskrevs av George Bentham. Securidaca pubiflora ingår i släktet Securidaca och familjen jungfrulinsväxter. Inga underarter finns listade i Catalogue of Life.